# Гаррі Геддок
Гаррі Геддок (англ. Harry Haddock, нар. 26 липня 1925, Глазго — пом. 16 грудня 1998) — шотландський футболіст, що грав на позиції лівого захисника.
Виступав за клуби «Ексетер Сіті» та «Клайд», а також національну збірну Шотландії. Відомий надзвичано дисциплінованою грою — за 17 років ігрової кар'єри захисних жодного разу не був навіть попереджений за грубу гру.

## Клубна кар'єра
У дорослому футболі дебютував 1946 року виступами за команду клубу «Ексетер Сіті», в якій провів два сезони, взявши участь лише у 18 матчах чемпіонату.
1949 року перейшов до клубу «Клайд», за який відіграв 14 сезонів. Більшість часу, проведеного у складі «Клайда», був основним гравцем захисту команди. Завершив професійну кар'єру футболіста виступами за команду «Клайд» у 1963 році, в останні роки був капітаном команди.
Помер 16 грудня 1998 року на 74-му році життя.

## Виступи за збірну
1954 року дебютував в офіційних матчах у складі національної збірної Шотландії. Протягом кар'єри у національній команді, яка тривала 5 років, провів у формі головної команди країни лише 6 матчів.
У складі збірної був учасником чемпіонату світу 1958 року у Швеції, проте в матчах турніру на поле не виходив.